# Je suis Touvain
Men – Tyva Men (touvain : Мен – Тыва Мен ; « Je suis Touvain ») est l’hymne de la république de Touva. Il est un des symboles d'État de cette république avec son drapeau et ses armoiries. La musique a été composée par Kantomour Saryglar, et les paroles ont été écrites par Okeï Chanagach. Il a été officiellement adopté par le parlement de Touva le 11 août 2011 en replacement de l’ancien hymne Tooruktug dolgay Tangdym.
Le chant comporte du khoomeii (chant de gorge turco-mongol).

## Paroles

### Texte touvine
| Cyrillique | Latin | Mongol | Transcription API |
| --- | --- | --- | --- |
| Арт–арттың оваазынга Дажын салып чалбарган Таңды, Саян ыдыынга Агын өргээн тыва мен. Кожумаа: Мен – тыва мен, Мөңге харлыг дагның оглу мен. Мен – тыва мен, Мөңгүн суглуг чурттуң төлү мен. Өгбелерим чуртунда Өлчей тарып иженген, Өткүт хөөмей ырынга Өөрүп талаан тыва мен. Кожумаа Аймак чоннар бүлези Акы–дуңма найыралдыг, Депшилгеже чүткүлдүг Демниг чурттуг тыва мен. Кожумаа | Art–arttyng ovaazynga Dazhyn salyp chalbargan Tangdy, Saian ydyynga Agyn örgeen Tyva men. Kozhumaa: Men – Tyva men, Möngge harlyg dagnyng oglu men. Men – Tyva men, Mönggün suglug churttung tölü men. Ögbelerim churtunda Ölchei taryp izhengen, Ötküt höömei yrynga Öörüp talaan Tyva men. Kozhumaa Aimak chonnar bülezi Aky–dungma naiyraldyg, Depshilgezhe chütküldüg Demnig churttug Tyva men. Kozhumaa | ᠠᠷᠤ ᠳᠤ–ᠠᠷᠲᠤᠲᠤ ᠶᠢᠨ ᠣᠪᠠᠰ ᠤᠨᠭᠠ ᠳᠠᠵᠢ ᠶᠢᠨ ᠰᠠᠯ ᠤᠫ ᠴᠢᠯᠪᠤᠷᠭᠠᠨ ᠲᠠᠨ᠋ᠳ᠋ ᠍ ᠤ᠂ ᠰᠠᠶᠠᠩ ᠢᠳ ᠤ ᠤᠨᠭᠠ ᠠᠭ᠎ᠠ ᠶᠢᠨ ᠥᠷᠦᠭᠡᠨ ᠲ ᠤᠸᠠ ᠮᠧᠨ᠃ ᠺᠣᠵᠤᠮᠢᠶᠠᠨ᠄ ᠮᠧᠨ – ᠲ ᠤᠸᠠ ᠮᠧᠨ᠂ ᠮᠥᠩᠭᠧ ᠬᠠᠷᠠᠯᠠ ᠶᠢ ᠳᠠᠨ ᠤᠨ ᠣᠭᠯᠤ ᠮᠧᠨ᠃ ᠮᠧᠨ – ᠲ ᠤᠸᠠ ᠮᠧᠨ᠂ ᠮᠥᠩᠭᠥᠭᠦᠨ ᠰᠤᠭᠤᠯᠤᠭ ᠴᠤᠷᠲᠤᠲᠤᠩ ᠲᠥᠯᠦ ᠮᠧᠨ᠃ ᠥᠭᠭᠦᠪᠧᠯᠧᠷᠢᠮ ᠴᠢᠷᠤᠨᠳᠠ ᠥᠴᠧᠢ ᠲᠠᠷᠰᠫ ᠢᠵᠧᠨᠭᠧᠨ᠂ ᠥᠲ᠋ᠺᠥᠲ ᠬᠥᠭᠡᠭᠡᠮᠧᠢ ᠢᠷ ᠤᠨᠭᠠ ᠥᠪᠡᠷᠡᠫ ᠲᠠᠯᠠᠭᠠᠨ ᠲ ᠤᠸᠠ ᠮᠧᠨ᠃ ᠺᠣᠵᠤᠮᠢᠶᠠᠨ ᠠᠶᠢᠮᠠᠺ ᠴᠢᠨᠣᠨᠠᠷ ᠪᠦᠯᠧᠽᠢ ᠠᠺ ᠤ–ᠳᠤᠩᠮ᠎ᠠ ᠨ ᠤ ᠶᠢᠷᠠᠯᠳᠠ ᠶᠢ᠂ ᠳ᠋ᠧᠫᠦᠰᠢᠯᠭᠧᠵᠧ ᠴᠦᠲ᠋ᠺᠥᠯᠡᠳᠦᠭ ᠳᠧᠮᠨᠢᠭ ᠴᠤᠷᠲᠤᠲᠤᠭ ᠲ ᠤᠸᠠ ᠮᠧᠨ᠃ ᠺᠣᠵᠤᠮᠢᠶᠠᠨ | [art‿art.tɯŋ ɔ.ʋa.zɯn.ɢa ǀ] [ta.ʑɯn sa.ɫɯp t͡ɕaɫ.par.ɢan ǀ] [tʰaŋ.tɯ sa.jan ɯ.tɯːn.ɢa ǀ] [a.ʁɯn ɵr.ɡeːn tʰɯ.ʋa men ǁ] [qɔ.ʑʊ.maː] [men ǀ tʰɯ.ʋa men ǀ] [mɵŋ.ge χar.ɫɯʁ taʁ.nɯŋ ɔʁ.ɫʊ men ǁ] [men ǀ tʰɯ.ʋa men ǀ] [mɵŋ.gʉn sʊʁ.ɫʊʁ t͡ɕʊrt.tʊŋ tʰɵ.lʉ men ǁ] [ɵɣ.pe.le.ɾɪm t͡ɕʊr.tʊn.ta ǀ] [ɵl.t͡ɕej tʰa.ɾɯp ɪ.ʑen.gen ǀ] [ɵt.kʉt xɵː.mej ɯ.ɾɯn.ɢa ǀ] [ɵː.ɾʉp tʰa.ɫaːn tʰɯ.ʋa men ǁ] [qɔ.ʑʊ.maː] [aj.maq t͡ɕɔn.nar pʉ.le.zɪ ǀ] [a.qɯ tʊŋ.ma na.jɯ.ɾaɫ.tɯʁ ǀ] [tep.ɕɪl.ge.ʑe t͡ɕʉt.kʉl.tʉʁ ǀ] [tem.nɪɣ t͡ɕʊrt.tʊʁ tʰɯ.ʋa men ǁ] [qɔ.ʑʊ.maː] |

### Traductions non officielles
| Version française | Version russe |
| --- | --- |
| Dans la sainte passe plus sacré, J'ai mit une pierre puis j'ai prié. Tangdy, Saïan plus sacré, Orné de lait blanc sacré. Refrain : Je suis un Touvain, Le fils des montagnes éternelles. Je suis une Touvine, La fille des rivières illuminées. Au pays de mes grands-pères, Était établi la bonheur. Le puissant chant de khöömii, Que mes enfants soient bénis. Refrain Fait de diverses tribus, Prospérons en tant qu'amis. Marchons vers la belle vie, Placide, hereux et unis. Refrain | Одолев перевал священный, Поднялся я, тувинец, Обрел из жизни кочевой лучшую долю я, тувинец. Припев: Я – тувинец, Сын гор с вечными снегами, Я – тувинка, Дочь страны серебряных рек. Мелодией хоомей и хомуса Разбудил эхом скалы я, тувинец, В колыбели младенца качая, Успокоил его плач я, тувинец. Припев С новогодним праздником Шагаа Весну встречаю я, тувинец, В летнюю ночь на играх шептался И нашел судьбу свою я, тувинец. Припев |